# Helianthemum lucentinum
Helianthemum lucentinum är en solvändeväxtart som beskrevs av Manuel Benito Crespo, J.C.Cristóbal. Helianthemum lucentinum ingår i släktet solvändor, och familjen solvändeväxter. Inga underarter finns listade i Catalogue of Life.